# Кваран, Эйнар
Эйнар Кваран (исл. Einar Kvaran; 6 декабря 1859, Вадланес — 21 мая 1938, Рейкьявик) — исландский писатель, драматург и поэт конца XIX — первой половины XX века.

## Имя
После рождения он получил имя Эйнар и отчество (патроним) Хьорлейфссон. В 1913 году альтинг, по инициативе комитета по именам, членом которого был Эйнар Хьорлейфссон, принял закон (впоследствии отменённый), разрешающий исландцам брать имена и фамилии древнего происхождения. Пользуясь возможностью в 1916 году Эйнар взял себе фамилию Кваран, использовав эпоним из древней исландской саги о людях из Лососьей долины. Таким образом, полное имя Эйнара — Эйнар Хьйорлейфссон Кваран (исл. Einar Hjörleifsson Kvaran), и он в своё время являлся одним из немногих исландцев имеющим и патроним, и фамилию. Устоявшимся в Исландии является употребление только имени и фамилии писателя — Эйнар Кваран (исл. Einar Kvaran), иногда в сочетании с сокращением отчества — Эйнар Х. Кваран (исл. Einar H. Kvaran).

## Биография
Эйнар Кваран родился 6 декабря 1859 года в небольшой деревне Вадланес на востоке Исландии недалеко от Эйильсстадира в семье преподобного Хьйёрлейфюра Эйнарссона и домохозяйки Гвюдлёйг Эйоульфсдоуттир. Детство Эйнара прошло в различных селениях на севере возле Скага-фьорда. В 1877 году Эйнар поступил, а в 1881 году окончил латинскую школу в Рейкьявике.
В 1882 году поступил на экономический факультет Копенгагенского университета, где вместе с тремя другими студентами-исландцами издавал исландский литературный журнал Verðandi, который отстаивал идеи реализма и разрыва с прошлым восхищением сагами.
В 1885 году Эйнар эмигрировал в Канаду, где он жил в центре исландской культуры — в Новой Исландии в Виннипеге и помог основать два исландскоязычных еженедельных изданий — «Heimskringla» и «Lögberg».
По возвращении в Исландию в 1895 году Эйнар стал журналистом и редактором в Рейкьявике и Акюрейри; участвовал в борьбе за исландскую независимость и писал об образовании и театре. Он был соредактором «Ísafold», тогда ведущей газеты Исландии, и редактором «Fjallkonan». С 1892 по 1895 год и в 1908—1909 годах редактировал «Skírnir» — журнал Исландского литературного общества.
Проработав 19 лет в журналистике в Канаде и Исландии, Эйнар в 1906 году решил полностью посвятить себя литературной работе и правительство Исландии предоставило ему стипендию, чтобы он мог полностью посвятить себя писательской деятельности. Начиная с 1906 года он опубликовал пять романов, две пьесы и какое-то время руководил театральной труппой Рейкьявика.
Эйнар был дважды женат. Его первая жена, Матильда Петерсен, была датчанкой; она умерла в Канаде, и их двое детей умерли в младенчестве. В 1888 году он женился на Гислине Гисладоуттир; у них было пятеро детей, один из которых — старший сын Сигюрдюр, умер от туберкулеза, когда ему было 15 лет.

## Творчество
Эйнар очень рано заинтересовался книгами. По рассказам его родных, он начал сочинять стихи и рассказы ещё в раннем возрасте. Когда ему было двенадцать лет, он сжёг целое собрание написанных им рассказов. Его интерес к литературе возрастает в годы учёбы в латинской гимназии в Рейкьявике, где он пишет стихи, пьесы и рассказы. Его лучшие работы этих лет, без сомнения, — это его два рассказа «Орга́н» (Orgelið) и «Какую клятву я нарушу?» (Hvorn eiðinn á ég að rjúfa?). Рассказы были напечатаны и получили неоднозначные отзывы, в частности их сочли несколько революционными, а автора посчитали аморальным.
Эйнар написал множество рассказов, романов, пьес и сборник стихов. Он был приверженцем чистоты и красоты языка, писал очень хорошо и стилистически красиво. Его революционной для исландской литературы работой стал рассказ «Надежды» (Vonir), который он написал в 1890 году, находясь в Канаде и повествующий об эмигрантском опыте.
Эйнар также был выдающимся спиритуалистом, автором первой положительной оценки спиритизма на исландском языке, а также соучредителем и президентом экспериментального общества, в результате которого было создано Исландское общество психических исследований (Sálarrannsóknarfélag Íslands), в котором он был первый президент. Он сыграл важную роль в расследовании и популяризации многих исландских медиумов, особенно Индриди Индридасона и Хафстейна Бьёрднссона. В поздних литературных произведениях Эйнара значительное место занимал спиритизм, особенно в романе «Sögur Rannveigar» (рус. «Рассказы Раннвейг»), написанном в 1919—1922 годах, и христианский гуманизм. По мнению Стейнгримюра Торстейнссона, своим творчеством Эйнар оказал влияние на исландскую культуру и мировоззрение, в частности, сделав исландцев менее ортодоксальными и менее суровыми в воспитании своих детей.
В 1920-х годах ходили слухи, что Эйнара считают лауреатом Нобелевской премии по литературе.
Исландский историк литературы и литературный критик Сигюрдюр Нордаль пренебрежительно отозвался об Эйнаре как о чрезмерно сосредоточенном на всепрощении и, следовательно, терпимом к тем вещам, против которых писателю как раз и следует следует скорее протестовать, чем прощать. По мнению Сигюрдюра Эйнару следовало бы писать в духе исландского национализма и современных ему интерпретаций Ницше, считая кровную месть лучшей этической моделью. В 1930-х годах лауреат Нобелевской премии Халльдор Лакснесс ещё более резко критиковал Эйнара за его увлечение спиритизмом.